# Бил Хадсон
Двејн Тајрел Бил Хадсон (енгл. Duane Tyrell "Bill" Hudson; Бромли, код Лондона, 11. август 1910 — Дурбан, 1. новембар 1995) био је британски пуковник и обавештајац. Био је шеф прве Савезничке војне мисије у Југославији, од септембра 1941. до децембра 1942. године.

## Биографија
Рођен је 11. августа 1910. године у Бромлију, код Лондона. Његови родитељи су били из Јужноафричке Републике. Завршио је Ендру Колеџ, а потом је студирао у Кенсингтону.
У Југославију је дошао 1935. године из Јужноафричке Републике. До 1940. године је живео у западној Србији у Крупњу, где је радио у подрињским рудницима — Зајача, Костајник, Столице, који су тада били највећи антимонски басен у Европи. Потом је живео у Загребу, све до фебруара 1941. године, када се замерио хрватским националистима и отишао у Италију.
У британску обавештајну службу (СОЕ) ступио је 1939. године. Септембра 1941. године био је упућен у Југославију, као шеф прве британско-југословенске војне мисије. Заједно са њим у овој мисији били су мајори Захарије Остојић и Мирко Лалатовић и радио-телеграфиста Вељко Драгићевић. Они су 20. септембра 1941. британском подморницом „Тријумф” стигли до јадранске обале у Перазића Долу, код Петровца.
По искрцавању на Црногорско приморје мисија је наишла на партизанске јединице, које су их прихватиле одвеле до Главног штаба НОП одреда Црне Горе, где се Хадсон сусрео са Милованом Ђиласом, Митром Бакићем и Арсом Јовановићем. У њиховој пратњи Хадсон и остали чланови су 13. октобра кренули из Црне Горе ка Ужицу. У ослобођеном Ужицу, Хадсон се сусрео са Врховним командантом НОП одреда Југославије Јосипом Брозом Титом. Након неколико дана проведених у Ужицу, Хадсон је 25. октобра отишао на Равну гору у Штаб Драже Михаиловића.
Од краја октобра до децембра 1942. године налазио се у Штабу Драже Михаиловића као званични војни представник британске владе. Хадсон је одлично познавао српски језик, а током боравка са четницима носио је сељачко одело и користио се именом Марко.
Приликом другог сусрета између Тита и Драже, одржаног 26. октобра 1941. у Брајићима, Хадсон се поново сусрео са Титом. Приликом састанка партизанске и четничке делегације, Тито је инсистирао да састанку присуствује и Хадсон, али је Дража то одбио. Присуствовао је новом састанку између партизана и четника одржаног у Чачку, 20. новембра 1941.
Приликом пада Ужичке Републике и повлачења главнине партизанских снага ка Златибору и Санџаку, Хадсон се поново сусрео са Титом, али се после неколико дана поново вратио на Равну гору у Штаб Драже Михаиловића. Децембра 1942. године његову функцију у Штабу Југословенске војске у отаџбини преузео је пуковник Вилијам Бејли, а Хадсон се вратио у Каиро, где је радио у Штабу СОЕ.
Почетком марта 1944. године поново је дошао у Југославију у Штаб Другог ударног корпуса НОВЈ и са ослобођене територије је био упућен у Британију.
Након Другог светског рата имао је чин пуковника и био је војни изасланик у Народној Републици Румунији. Тамо се упознао са Штефаном Цолнером, који је за британску владу куповао дрва по источној Европи. Њега је ангажовао, уз добру надокнаду, да оде у Југославију и у околини Чачка му пронађе сакривено злато. Према добијеној мапи Цолнер је успео да пронађе и откопа једну торбу са златом, али не и да пронађе другу. Злато је успео да изнесе из Југославије и да га преко британске амбасаде у Будимпешти дипломатском поштом пошаље у Букурешт. У потрази за другом торбом са златом, дошао је поново у Југославију, али је био ухапшен и осуђен.
Почетком децембра 1983. године поново је боравио у Југославији, као члан екипе Би-Би-Си-ја која је снимала документарну емисију о британским војним мисијама у Југославији за време Другог светског рата.